# 德夏內爾峰
德夏內爾峰（英語：Deschanel Peak）是南極洲的山峰，位於葛拉漢地西岸的法利埃海岸，海拔高度750米，在1909年由讓-巴蒂斯特·夏古率領的法國探險隊命名，現時由南極條約體系管理。